# X-Ray (Camouflage)
X-Ray is de tweede single van het vijfde studioalbum van de groep Camouflage: Spice Crackers, uitgebracht in 1996.
De single bevat drie versies van het nummer:
- Soft Single Mix: in wezen een bewerking van de albumversie.
- Ronda Ray enkele mix: gewoon wat extra instrumentatie bij de Soft Single Mix.
- Tranceformer remix: volledige andere kijk op het lied en is de belangrijkste single- en videomix.

## Tracklistings
Cd-single (Duitsland, 1996)
1. "X-Ray" (Tranceformer single remix) – 3:38
2. "X-Ray" (Soft single mix) – 3:55
3. "X-Ray" (Ronda Ray single mix) – 3:45
4. "In Search of Ray Milland" – 5:53

12" single (Duitsland, 1996)
1. "X-Ray" (Tranceformer maxi mix) – 6:47
2. "X-Ray" (Tranceformer single remix) – 3:38
3. "X-Ray" (Ronda Ray single mix) – 3:45
4. "X-Ray" (Soft single mix) – 3:55